# Слава покорителям космоса!
Памятник «Слава покорителям космоса!» («В космос») — произведение монументального искусства, стела, установленная в посёлке Монино городского округа Щёлково. Расположен на Авиационной улице, на площади перед Домом офицеров. Выявленный объект культурного наследия Московской области.

## История
С конца 1950-х годов космическая тематика стала основной в работе скульптора Г. К. Постникова. Первому полёту человека в космос посвящена его работа «В космос» — скульптура атлета, устремлённого в небо и несущего в правой руке первый искусственный спутник Земли. По проекту архитектора Л. Н. Лавренова в 1962 году в посёлке Монино была сооружена символизирующая масштабное освоение космоса Советским Союзом монументальная стела со скульптурой, получившая название «Слава покорителям космоса!».
Честь возведения у себя одного из первых памятников космонавтике оспаривало несколько городов, но Военно-воздушная академия во главе с маршалом авиации С. А. Красовским обосновала размещение стелы близостью к учебным центрам подготовки лётчиков-космонавтов: аэродрому Монино и Звёздному городку. Металлическая скульптура установлена на облицованном гранитом постаменте, на котором выгравированы подписи четырёх космонавтов. Почётными участниками торжественного открытия памятника в присутствии личного состава Военно-воздушной академии 25 октября 1962 года стали космонавты Юрий Гагарин, Андриян Николаев и Павел Попович. Они и оставили подписи на постаменте. Позже свою подпись добавил вернувшийся из командировки Герман Титов. Изображения памятника, получившего широкую известность, представлены на сувенирной продукции, в том числе в космической серии марок почты СССР, выпущенной в 1962 году. В 1964 году в Таганроге была сооружена реплика памятника, демонтированная в 1970-х годах.
В 2019 году памятник включён в перечень выявленных объектов культурного наследия Московской области.
В 2020 году проведены работы по реконструкции памятника, включавшие устройство художественной подсветки.

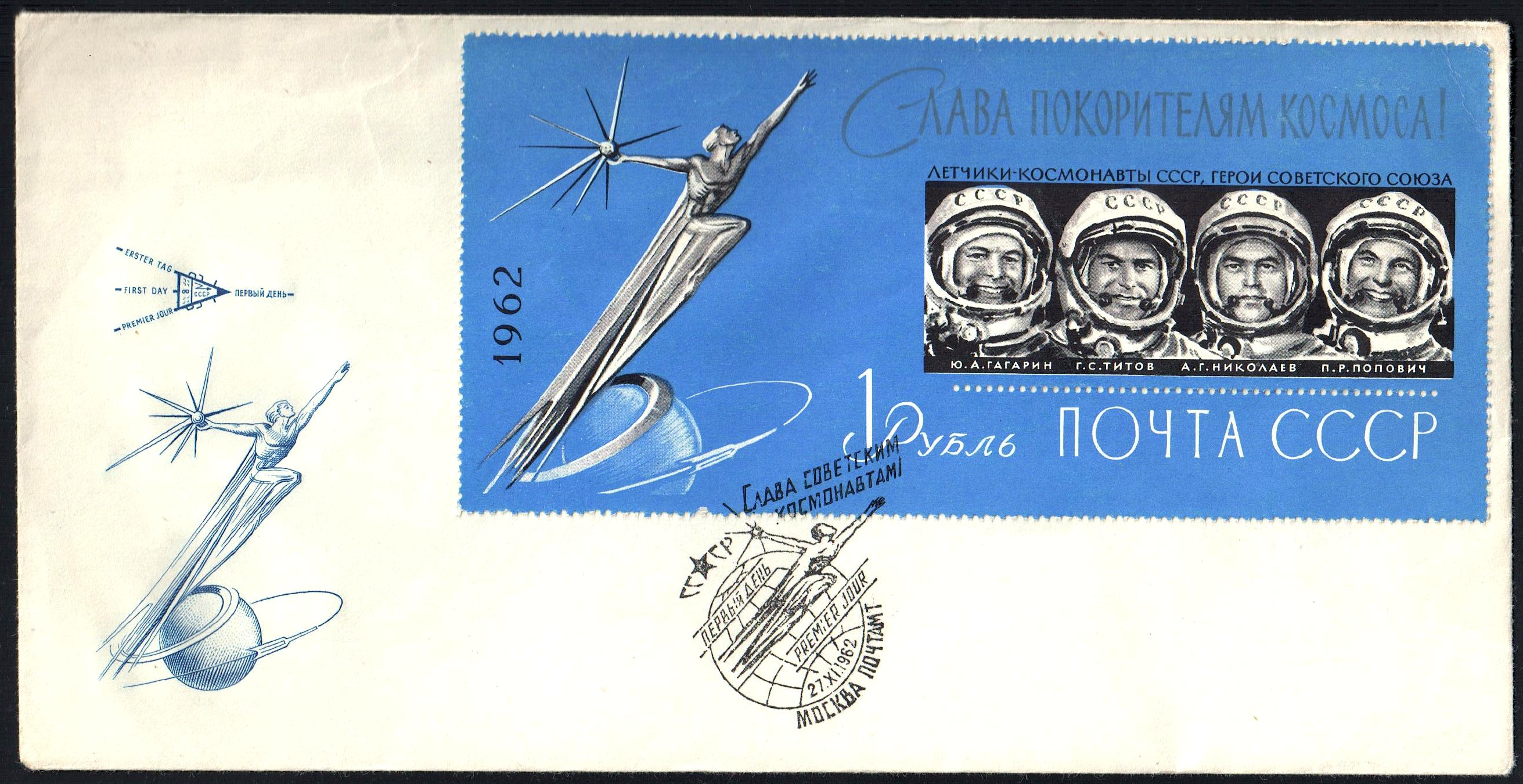
На конверте с почтовым блоком 1962 года
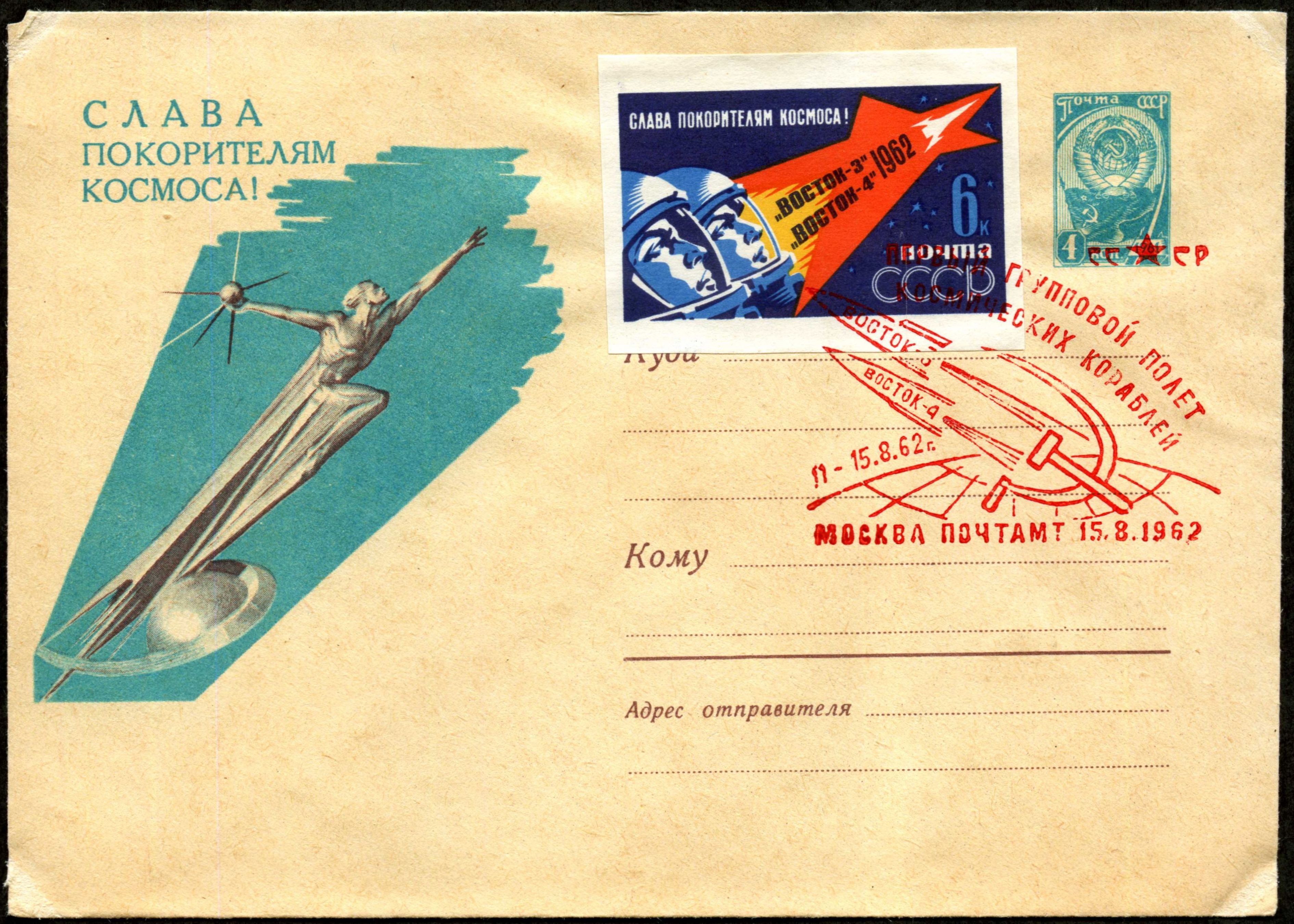
На почтовом конверте 1962 года
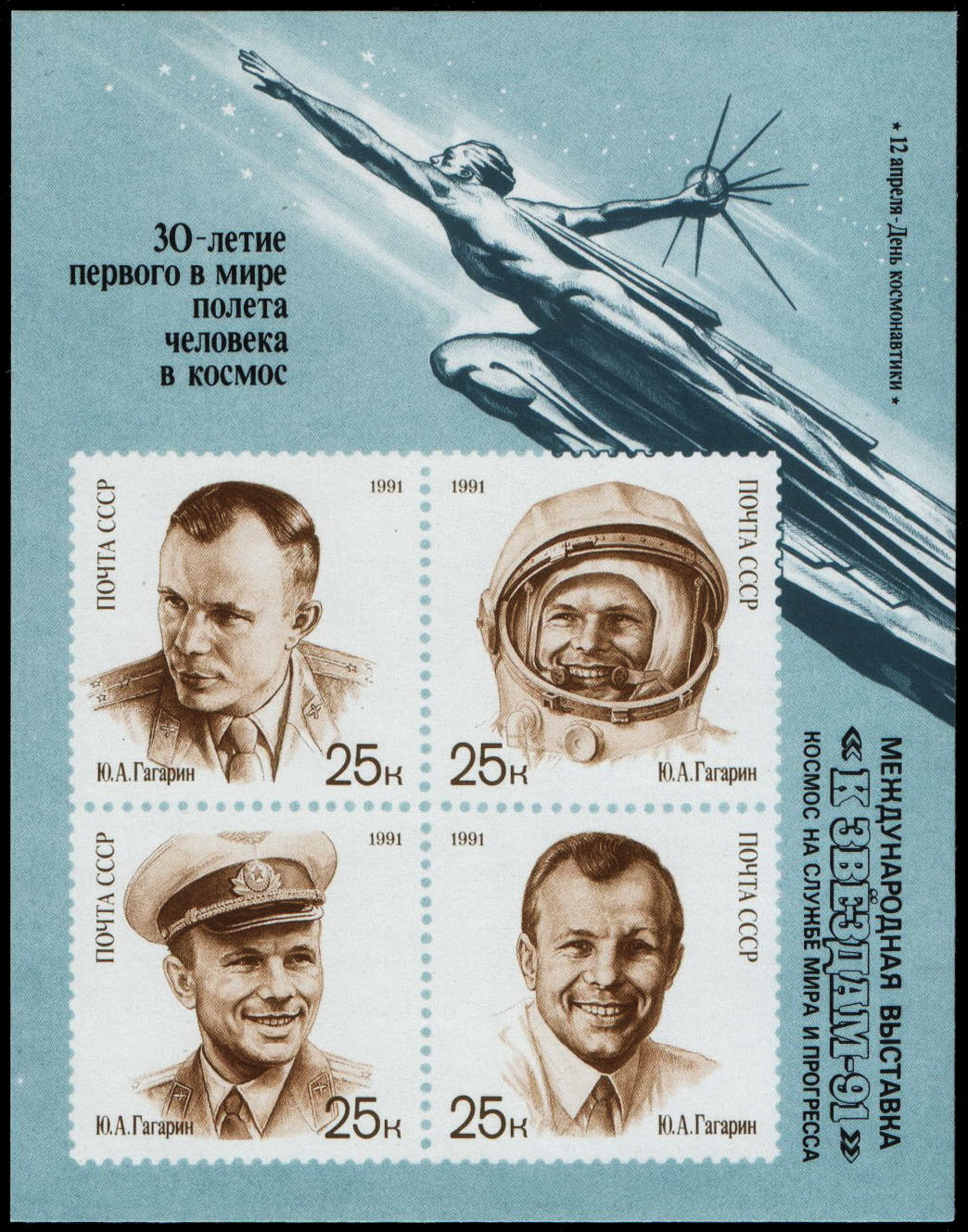
На почтовом блоке 1991 года